# Kamerun a 2012. évi nyári olimpiai játékokon
Kamerun a nagy-britanniai Londonban megrendezett 2012. évi nyári olimpiai játékok egyik részt vevő nemzete volt. Az országot az olimpián 9 sportágban 33 sportoló képviselte, akik érmet nem szereztek.

## Asztalitenisz
Női
| Versenyző     | Versenyszám | Selejtező                                         | 64-es főtábla                                    | 48-as főtábla     | 32-es főtábla     | Nyolcaddöntő      | Negyeddöntő       | Elődöntő          | Döntő             | Helyezés |
| Versenyző     | Versenyszám | Ellenfél Eredmény                                 | Ellenfél Eredmény                                | Ellenfél Eredmény | Ellenfél Eredmény | Ellenfél Eredmény | Ellenfél Eredmény | Ellenfél Eredmény | Ellenfél Eredmény | Helyezés |
| ------------- | ----------- | ------------------------------------------------- | ------------------------------------------------ | ----------------- | ----------------- | ----------------- | ----------------- | ----------------- | ----------------- | -------- |
| Sarah Hanffou | Egyes       | Tvin Múmdzsogliján (LIB) · 11–6, 11–4, 11–6, 11–2 | Yifang Xian (FRA) · 11–8, 7–11, 7–11, 3–11, 6–11 | kiesett           | kiesett           | kiesett           | kiesett           | kiesett           | kiesett           | 49.      |

## Atlétika
Férfi
| Versenyző    | Versenyszám | Selejtező | Selejtező | Selejtező | Előfutam      | Előfutam      | Előfutam      | Elődöntő | Elődöntő | Elődöntő | Döntő   | Döntő    |
| Versenyző    | Versenyszám | Idő       | Hely.     | Össz.     | Idő           | Hely.         | Össz.         | Idő      | Hely.    | Össz.    | Idő     | Helyezés |
| ------------ | ----------- | --------- | --------- | --------- | ------------- | ------------- | ------------- | -------- | -------- | -------- | ------- | -------- |
| Idrissa Adam | 100 m       | kiemelt   | kiemelt   | kiemelt   | nem ért célba | nem ért célba | nem ért célba | kiesett  | kiesett  | kiesett  | kiesett | kiesett  |

Női
| Versenyző                  | Versenyszám | Selejtező | Selejtező | Selejtező | Előfutam | Előfutam | Előfutam | Elődöntő | Elődöntő | Elődöntő | Döntő   | Döntő    |
| Versenyző                  | Versenyszám | Idő       | Hely.     | Össz.     | Idő      | Hely.    | Össz.    | Idő      | Hely.    | Össz.    | Idő     | Helyezés |
| -------------------------- | ----------- | --------- | --------- | --------- | -------- | -------- | -------- | -------- | -------- | -------- | ------- | -------- |
| Delphine Bertille Atangana | 100 m       | 11,71     | 1.        | 2.        | 11,82    | 7.       | 49.      | kiesett  | kiesett  | kiesett  | kiesett | kiesett  |

## Birkózás

### Női
Szabadfogású
| Versenyző         | Versenyszám | Selejtező         | Nyolcaddöntő                               | Negyeddöntő                      | Elődöntő          | Vigaszág első kör | Vigaszág elődöntő                     | Bronz- mérkőzés   | Döntő             | Helyezés |
| Versenyző         | Versenyszám | Ellenfél Eredmény | Ellenfél Eredmény                          | Ellenfél Eredmény                | Ellenfél Eredmény | Ellenfél Eredmény | Ellenfél Eredmény                     | Ellenfél Eredmény | Ellenfél Eredmény | Helyezés |
| ----------------- | ----------- | ----------------- | ------------------------------------------ | -------------------------------- | ----------------- | ----------------- | ------------------------------------- | ----------------- | ----------------- | -------- |
| Annabel Laure Ali | 72 kg       | erőnyerő          | Josiane Soloniaina (MAD) · 4–0 (kétvállas) | Sztanka Zlateva (BUL) · 3–3, 0–2 |                   |                   | Vaszilisza Marzaljuk (BLR) · 0–2, 0–1 | kiesett           |                   | 7.       |

## Cselgáncs
Férfi
| Versenyző          | Versenyszám | Selejtező         | 32-es főtábla                             | Nyolcaddöntő      | Negyeddöntő       | Elődöntő          | Vigaszág elődöntő | Bronz- mérkőzés   | Döntő             | Helyezés |
| Versenyző          | Versenyszám | Ellenfél Eredmény | Ellenfél Eredmény                         | Ellenfél Eredmény | Ellenfél Eredmény | Ellenfél Eredmény | Ellenfél Eredmény | Ellenfél Eredmény | Ellenfél Eredmény | Helyezés |
| ------------------ | ----------- | ----------------- | ----------------------------------------- | ----------------- | ----------------- | ----------------- | ----------------- | ----------------- | ----------------- | -------- |
| Dieudonne Dolassem | Középsúly   |                   | Varlam Liparteliani (GEO) · 000(3)–010(1) | kiesett           | kiesett           | kiesett           |                   |                   |                   | 17.      |

## Evezés
Férfi
| Versenyző         | Versenyszám  | Előfutam | Előfutam | Vigaszág | Vigaszág | Negyeddöntő | Negyeddöntő | Elődöntő | Elődöntő | Elődöntő | Döntő | Döntő   | Döntő | Helyezés |
| Versenyző         | Versenyszám  | Idő      | Hely.    | Idő      | Hely.    | Idő         | Hely.       | Típus    | Idő      | Hely.    | Típus | Idő     | Hely. | Helyezés |
| ----------------- | ------------ | -------- | -------- | -------- | -------- | ----------- | ----------- | -------- | -------- | -------- | ----- | ------- | ----- | -------- |
| Paul Etia Ndoumbè | Egypárevezős | 7:29,77  | 6.       | 7:24,15  | 5.       |             |             | E/F      | 7:58,48  | 5.       | F     | 7:46,23 | 2.    | 32.      |

## Labdarúgás

### Női
| Kameruni női labdarúgócsapat-játékoskeret | Kameruni női labdarúgócsapat-játékoskeret |
| --- | --- |
| - Francoise Bella - Bebey Beyene - Augustine Ejangue - Gaelle Enganamouit - Raissa Feudjio - Adrienne Iven - Yvonne Leuko - Christine Manie - Bibi Medoua | - Claudine Meffometou - Annette Ngo Ndom - Madeleine Ngono Mani - Njoya Nkout - Gabrielle Onguene - Ysis Sonkeng - Reine Sosso - Jeanette Yango - Francine Zouga |

#### Eredmények
Csoportkör
E csoport
| Csapat               | M | Gy | D | V | Rg | Kg | Gk  | P |
| -------------------- | - | -- | - | - | -- | -- | --- | - |
| Nagy-Britannia (GBR) | 3 | 3  | 0 | 0 | 5  | 0  | +5  | 9 |
| Brazília (BRA)       | 3 | 2  | 0 | 1 | 6  | 1  | +5  | 6 |
| Új-Zéland (NZL)      | 3 | 1  | 0 | 2 | 3  | 3  | 0   | 3 |
| Kamerun (CMR)        | 3 | 0  | 0 | 3 | 1  | 11 | −10 | 0 |

| 2012. július 25. 18:45 (19:45) |

| Kamerun (CMR) | 0–5               | Brazília (BRA)                                                 |
| ------------- | ----------------- | -------------------------------------------------------------- |
|               | (0–2) Jegyzőkönyv | Francielle 7' Costa 10' Marta 73' (11-esből) 88' Cristiane 80' |

| Millennium Stadion, Cardiff Nézőszám: 30 847 Játékvezető: Jenny Palmqvist (svéd) |

| 2012. július 28. 17:15 (18:15) |

| Nagy-Britannia (GBR)                 | 3–0               | Kamerun (CMR) |
| ------------------------------------ | ----------------- | ------------- |
| Stoney 18' J. Scott 23' Houghton 82' | (2–0) Jegyzőkönyv |               |

| Millennium Stadion, Cardiff Nézőszám: 31 141 Játékvezető: Hong Una (dél-koreai) |

| 2012. július 31. 19:45 (20:45) |

| Új-Zéland (NZL)                             | 3–1               | Kamerun (CMR) |
| ------------------------------------------- | ----------------- | ------------- |
| Smith 43' Sonkeng 49' (öngól) Gregorius 62' | (1–0) Jegyzőkönyv | Onguene 75'   |

| Ricoh Arena, Coventry Nézőszám: 11 425 Játékvezető: Christina Pedersen (norvég) |

| Csapat        | Helyezés |
| ------------- | -------- |
| Kamerun (CMR) | 12.      |

## Ökölvívás
Férfi
| Versenyző           | Versenyszám     | Selejtező                           | Nyolcaddöntő                  | Negyeddöntő       | Elődöntő          | Döntő             | Helyezés |
| Versenyző           | Versenyszám     | Ellenfél Eredmény                   | Ellenfél Eredmény             | Ellenfél Eredmény | Ellenfél Eredmény | Ellenfél Eredmény | Helyezés |
| ------------------- | --------------- | ----------------------------------- | ----------------------------- | ----------------- | ----------------- | ----------------- | -------- |
| Thomas Essomba      | Papírsúly       | Abdelali Daraa (MAR) · 13–10        | Paddy Barnes (IRL) · 10–15    | kiesett           | kiesett           | kiesett           | 9.       |
| Yhyacinthe Abdon    | Könnyűsúly      | Fazliddin Gʻoibnazarov (UZB) · 6–11 | kiesett                       | kiesett           | kiesett           | kiesett           | 17.      |
| Serge Ambomo        | Kisváltósúly    | Yakup Şener (TUR) · 10–19           | kiesett                       | kiesett           | kiesett           | kiesett           | 17.      |
| Christian Adjoufack | Félnehézsúly    | Enrico Kölling (GER) · 6–15         | kiesett                       | kiesett           | kiesett           | kiesett           | 17.      |
| Blaise Mendouo      | Szupernehézsúly |                                     | Mohammed Arjaoui (MAR) · 6–15 | kiesett           | kiesett           | kiesett           | 9.       |

## Súlyemelés
Férfi
| Versenyző      | Versenyszám | Szakítás | Szakítás | Lökés    | Lökés    | Összesen | Helyezés |
| Versenyző      | Versenyszám | Eredmény | Helyezés | Eredmény | Helyezés | Összesen | Helyezés |
| -------------- | ----------- | -------- | -------- | -------- | -------- | -------- | -------- |
| Frédéric Tefot | +105 kg     | 160      | 17.      | 202      | 17.      | 362      | 17.      |

Női
| Versenyző     | Versenyszám | Szakítás | Szakítás | Lökés    | Lökés    | Összesen | Helyezés |
| Versenyző     | Versenyszám | Eredmény | Helyezés | Eredmény | Helyezés | Összesen | Helyezés |
| ------------- | ----------- | -------- | -------- | -------- | -------- | -------- | -------- |
| Madias Nzesso | 75 kg       | 115      | 6.       | 131      | 6.       | 246      | 6.       |

## Úszás
Férfi
| Versenyző  | Versenyszám | Előfutam | Előfutam | Előfutam | Elődöntő | Elődöntő | Elődöntő | Döntő   | Döntő    |
| Versenyző  | Versenyszám | Idő      | Hely.    | Össz.    | Idő      | Hely.    | Össz.    | Idő     | Helyezés |
| ---------- | ----------- | -------- | -------- | -------- | -------- | -------- | -------- | ------- | -------- |
| Paul Ekane | 50 m gyors  | 27,87    | 6.       | 54.      | kiesett  | kiesett  | kiesett  | kiesett | kiesett  |

Női
| Versenyző         | Versenyszám | Előfutam | Előfutam | Előfutam | Elődöntő | Elődöntő | Elődöntő | Döntő   | Döntő    |
| Versenyző         | Versenyszám | Idő      | Hely.    | Össz.    | Idő      | Hely.    | Össz.    | Idő     | Helyezés |
| ----------------- | ----------- | -------- | -------- | -------- | -------- | -------- | -------- | ------- | -------- |
| Antoinette Guedia | 50 m gyors  | 29,28    | 6.       | 53.      | kiesett  | kiesett  | kiesett  | kiesett | kiesett  |